# Surdulica
Surdulica (izvirno srbsko Сурдулица) je mesto v Srbiji, ki je središče istoimenske občine; slednja pa je del Pčinjskega upravnega okraja.

## Demografija
V naselju živi 8476 polnoletnih prebivalcev, pri čemer je njihova povprečna starost 37,2 let (36,4 pri moških in 37,9 pri ženskah). Naselje ima 3239 gospodinjstev, pri čemer je povprečno število članov na gospodinjstvo 3,36.
To naselje je, glede na rezultate popisa iz leta 2002, večinoma srbsko, a v času zadnjih treh popisov je opazno zmanjšanje števila prebivalcev.
|  |

| Demografija | Demografija     | Demografija     |
| Leto        | Št. prebivalcev | Št. prebivalcev |
| ----------- | --------------- | --------------- |
|             |                 |                 |
|             |                 |                 |
|             |                 |                 |
|             |                 |                 |
| 1948        | 2971            |                 |
| 1953        | 4032            |                 |
| 1961        | 4769            |                 |
| 1971        | 6493            |                 |
| 1981        | 9538            |                 |
| 1991        | 11357           | 11172           |
| 2002        | 11989           | 10914           |
|             |                 |                 |

| Etnična sestava po popisu iz leta 2002 | Etnična sestava po popisu iz leta 2002 | Etnična sestava po popisu iz leta 2002 | Etnična sestava po popisu iz leta 2002 | Etnična sestava po popisu iz leta 2002 |
| -------------------------------------- | -------------------------------------- | -------------------------------------- | -------------------------------------- | -------------------------------------- |
| Srbi                                   | Srbi                                   |                                        | 8.108                                  | 83,45%                                 |
| Romi                                   | Romi                                   |                                        | 2.176                                  | 10,77%                                 |
| Bolgari                                | Bolgari                                |                                        | 196                                    | 1,79%                                  |
| Jugoslovani                            | Jugoslovani                            |                                        | 52                                     | 0,47%                                  |
| Črnogorci                              | Črnogorci                              |                                        | 24                                     | 0,21%                                  |
| Makedonci                              | Makedonci                              |                                        | 23                                     | 0,21%                                  |
| Hrvati                                 | Hrvati                                 |                                        | 7                                      | 0,06%                                  |
| Slovenci                               | Slovenci                               |                                        | 5                                      | 0,04%                                  |
| Muslimani                              | Muslimani                              |                                        | 4                                      | 0,03%                                  |
| Madžari                                | Madžari                                |                                        | 4                                      | 0,03%                                  |
| Bošnjaki                               | Bošnjaki                               |                                        | 4                                      | 0,03%                                  |
| Rusi                                   | Rusi                                   |                                        | 2                                      | 0,01%                                  |
| Ukrajinci                              | Ukrajinci                              |                                        | 1                                      | 0,00%                                  |
| Slovaki                                | Slovaki                                |                                        | 1                                      | 0,00%                                  |
| Nemci                                  | Nemci                                  |                                        | 1                                      | 0,00%                                  |
| Albanci                                | Albanci                                |                                        | 1                                      | 0,00%                                  |
| Neznano                                | Neznano                                |                                        | 93                                     | 0,85%                                  |